# Осице (лист)
Часопис "Осице" је излазио од 14. септембра - 4. децембра 1905. године, сваке недеље, у Београду. Власник и издавач је био Стева П. Видаковић.

## Основни подаци
Први број листа „Осице” је објављен 14. септембра 1905. године, излазио је сваке недеље до броја 13. Од бр. 6 (1905) власник и одговорни уредник је био Стева П. Видаковић.
Цена појединачном броју била је 5 пара; од бр.10(1905) за Србију 2,60 годишње, за све остале земље 5 франака.
Штампање: Електрична штампарија "Бранко Радичевић").